# Stella Libânio
Maria Stella Libânio Christo (Belo Horizonte, 1918 - 19 de junho de 2011) foi uma culinarista e escritora brasileira. Seu primeiro livro, Fogão de Lenha, despertou muito interesse, correspondido pela autora com vários outros, versando, em geral, sobre culinária e, particularmente, a cozinha mineira.
É mãe do escritor e religioso dominicano Frei Beto.

## Livros publicados
- Fogão de lenha
- Quentes e frios
- Minas de fogo e fogão
- Cozinha popular